# Taïna Barioz
Taina Barioz (ur. 2 czerwca 1988 w Papeete) – francuska narciarka alpejska, mistrzyni świata.

## Kariera
Po raz pierwszy na arenie międzynarodowej pojawiła się 19 listopada 2003 roku w Tignes, gdzie w zawodach FIS Race nie ukończyła giganta. W 2006 roku wystartowała na mistrzostwach świata juniorów w Quebecu, gdzie jej najlepszym wynikiem było szóste miejsce w gigancie. Podczas rozgrywanych dwa lata później mistrzostw świata juniorów w Formigal zajęła dwunaste miejsce w gigancie i czternaste w slalomie.
W zawodach Pucharu Świata zadebiutowała 3 lutego 2006 roku w 3 lutego, gdzie nie zakwalifikowała się do pierwszego przejazdu giganta. Pierwsze pucharowe punkty wywalczyła 26 stycznia 2008 roku w tej samej miejscowości, zajmując 14. miejsce w gigancie. Na podium zawodów PŚ po raz pierwszy stanęła 28 grudnia 2009 roku w Lienzu, kończąc giganta na trzeciej pozycji. W zawodach tych wyprzedziły ją jedynie Niemka Kathrin Hölzl i Włoszka Manuela Mölgg. Jeszcze jeden raz stanęła na podium, 20 marca 2016 roku w Sankt Moritz była druga w gigancie. Najlepsze wyniki osiągnęła w sezonie 2011/2012, kiedy to w klasyfikacji generalnej zajęła 39. miejsce.
Na mistrzostwach świata w Garmisch-Partenkirchen w 2011 roku wspólnie z koleżankami i kolegami z reprezentacji wywalczyła złoty medal w zawodach drużynowych. Na tej samej imprezie była też dziesiąta w gigancie. W 2010 roku wystąpiła na igrzyskach olimpijskich w Vancouver, gdzie była dziewiąta w swej koronnej konkurencji.

## Osiągnięcia

### Igrzyska olimpijskie
| Miejsce | Dzień     | Rok  | Miejscowość | Konkurencja | Czas biegu | Strata | Zwyciężczyni        |
| ------- | --------- | ---- | ----------- | ----------- | ---------- | ------ | ------------------- |
| 9.      | 25 lutego | 2010 | Whistler    | Gigant      | 2:27,11    | +0,68  | Viktoria Rebensburg |

### Mistrzostwa świata
| Miejsce | Dzień     | Rok  | Miejscowość            | Konkurencja | Czas biegu | Strata | Zwycięzca        |
| ------- | --------- | ---- | ---------------------- | ----------- | ---------- | ------ | ---------------- |
| 11.     | 12 lutego | 2009 | Val d’Isère            | Gigant      | 2:03,49    | +1,87  | Kathrin Hölzl    |
| 1.      | 16 lutego | 2011 | Garmisch-Partenkirchen | Drużynowo   | –          | –      | –                |
| 10.     | 17 lutego | 2011 | Garmisch-Partenkirchen | Gigant      | 2:20,54    | +1,25  | Tina Maze        |
| DNF2    | 12 lutego | 2015 | Vail/Beaver Creek      | Gigant      | 2:19,16    | -      | Anna Fenninger   |
| 26.     | 14 lutego | 2015 | Vail/Beaver Creek      | Slalom      | 1:38,48    | +5,64  | Mikaela Shiffrin |

### Mistrzostwa świata juniorów
| Miejsce | Dzień     | Rok  | Miejscowość | Konkurencja | Czas biegu | Strata | Zwyciężczyni          |
| ------- | --------- | ---- | ----------- | ----------- | ---------- | ------ | --------------------- |
| 17.     | 3 marca   | 2006 | Québec      | Zjazd       | 1:13,51    | +2,09  | Marianne Abderhalden  |
| 21.     | 4 marca   | 2006 | Québec      | Slalom      | 1:37,30    | +3,69  | Maria Pietilä-Holmner |
| 24.     | 5 marca   | 2006 | Québec      | Supergigant | 1:10,96    | +2,47  | Anna Fenninger        |
| 5.      | 7 marca   | 2006 | Québec      | Gigant      | 2:22,43    | +1,50  | Tina Weirather        |
| 14.     | 28 lutego | 2008 | Formigal    | Slalom      | 1:33,85    | +2,95  | Bernadette Schild     |
| 12.     | 29 lutego | 2008 | Formigal    | Gigant      | 1:42,50    | +1,40  | Anna Fenninger        |

### Puchar Świata

#### Miejsca w klasyfikacji generalnej
- sezon 2007/2008: 104.
- sezon 2008/2009: 46.
- sezon 2009/2010: 50.
- sezon 2010/2011: 60.
- sezon 2011/2012: 39.
- sezon 2012/2013: 66.
- sezon 2013/2014: 94.
- sezon 2014/2015: 67.
- sezon 2015/2016: 41.
- sezon 2016/2017: 92.
- sezon 2017/2018: 80.
- sezon 2018/2019: 87.

#### Miejsca na podium w zawodach
1. Lienz – 28 grudnia 2009 (gigant) – 3. miejsce
2. Sankt Moritz – 20 marca 2016 (gigant) – 2. miejsce